# Siegfried
A Siegfried [ˈziːkfriːt] Richard Wagner egyik háromfelvonásos operája, A Nibelung gyűrűje tetralógia harmadik része (WWV 86c). Librettóját a zeneszerző írta a Völsunga saga és az Edda alapján. Ősbemutatójára 1876. augusztus 16-án került sor a bayreuthi Festspielhausban. Magyarországon 1892. április 9-én mutatták be a budapesti Operaházban.

## Szereplők
| Szereplő                | Hangfekvés   | Énekes az ősbemutatón, 1876. augusztus 16-án |
| ----------------------- | ------------ | -------------------------------------------- |
| Siegfried               | tenor        | Georg Unger                                  |
| Mime                    | tenor        | Karl Schlosser                               |
| A vándor                | hősbariton   | Franz Betz                                   |
| Alberich                | bariton      | Karl Hill                                    |
| Fafner                  | mély basszus | Franz von Reichenberg                        |
| Waldvogel (erdei madár) | szoprán      | Marie Haupt                                  |
| Erda                    | drámai alt   | Luise Jaide                                  |
| Brünnhilde              | szoprán      | Amalia Materna                               |

## Cselekménye
Helyszín: a Rajna vidékének sziklás tája
Idő: mondai időkben

### Első felvonás
Helyszín: Barlang az erdő mélyén
Az erdei barlangban ütemes kovácsolás zaja hallatszik. Mime, a Nibelung, Alberich kisemmizett testvére próbálkozik újra és újra hogy ifjú neveltje, az erdőben talált magas termetű, nagy erejű ifjú, Siegfried, kardja a Nothung széttört részeit eggyé kovácsolja, ám hiába. Valahányszor úgy tűnik, sikerrel járt a munkája, az ifjú az üllőre csap vele, s megint darabjaira hullik. Fáradozása persze nem öncélú: ismeri a kard titkát. Azt reméli, hogy segítségével pártfogoltja legyőzi a világuralmat jelentő gyűrűt sárkány képében őrző óriást, Fafnert és elragadja tőle azt. Alkalmas időben majd megkaparintja a kincset és akkor ő lesz a világ ura. A sétájából visszaérkező Siegfried most is felemeli az újra megmunkált kardot, suhint vele és a penge darabokba esik szét. Csalódását tükröző megjegyzésére Mime bosszúsan felel: az ifjú több hálával tartozik neki, hisz ő volt, aki az erdőben rátalálva magához vette és felnevelte. A fiatalembernek azonban elege van az ismétlődő felhánytorgatásokból, inkább arra kíváncsi, kik voltak szülei. Amikor Mime azt válaszolja, hogy ő volt egy személyben apja és anyja, feldühödik és kényszeríti a törpét, hogy mondja el az igazságot. Mime apjáról, családjáról nem tud semmit, csak anyját, Sieglindét ismerte, aki sorsüldözött asszonyként ide, a barlangba vetődött el egykor. Utolsó erejével megszülte gyermekét, majd meghalt. Különös örökségként e kard darabjait hagyta rá, hozzátéve, hogy ha felnő, ez lesz védelmezője. A hallottak feldolgozására Siegfried ismét sétára indul. Alig távozik, egy kezében dárdát tartó, fejét csuklyával fedő vándor, az álruhás Wotan tér a műhelybe. Mime kelletlenül fogadja, legszívesebben kitessékelné, de az idegen azt állítja, fontos hírei vannak a számára. Majd váratlanul fogadást ajánl: fejét teszi fel, ha nem tudna a Nibelung három kérdésére válaszolni. Mivel elkergetni nem tudja – a jövevény magassági és erőfölénye első ránézésre is vitathatatlan –, Mime kénytelen belemenni a játékba. Sorra kérdezi a föld mélye, a föld és az ég lakóiról, de az ismeretlen mindenre tudja a választ. Jól ismeri a Nibelungokat – s otthonukat, Nibelheimet –, az óriásokat is, országukat, Riesenheimet, de tájékozott az emberek és az istenek világában is. Ám a játék folytatódik és most neki kell hasonló feltételekkel három kérdésre megfelelnie. Melyik nemzetséget üldözi Wotan, noha mindennél jobban szereti? Hogy hívják azt a kardot, ami legyőzheti a Nibelungok kincsét őrző sárkányt? Kinek sikerül majd a varázserejű kardot újra összekovácsolnia? Az első két kérdés megoldása nem jelent gondot Mime számára: ismeri a Wälse nemzetség, a Wälsungok tragikus sorsát, tud a Nothungról, hányszor próbálkozott már maga is a kard rendbehozatalával. A harmadik kérdésre azonban, akárhogy is töri a fejét, nem tud válaszolni. A búcsúzó vándor maga adja meg a feleletet: a kardot csak az kovácsolhatja egybe, aki nem ismeri a félelmet. Távozása után Siegfried visszatér, maga áll a pöröly mellé és néhány erőteljes ütésére a penge összeforr. Közben Mime sem tétlenkedik. Mivel az ismeretlen útmutatásából tudja, hogy Siegfried nem ismeri a félelmet, rájön, hogy erőszakkal sohasem kaparinthatja meg tőle a gyűrűt. Mérgező italt kotyvaszt hát, hogy ha legyőzte a sárkányt, azzal kínálja majd meg nevelt gyermekét.

### Második felvonás

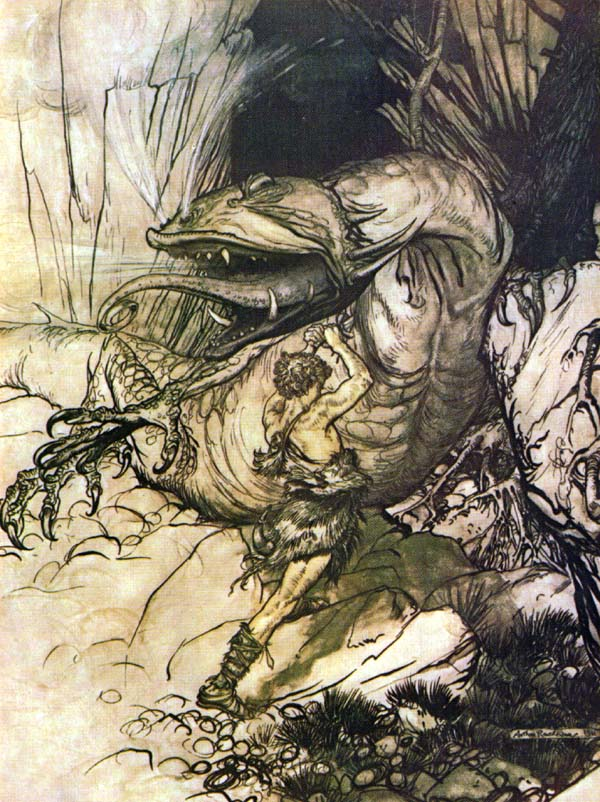
Siegfried megöli Fafnert

Helyszín: Az erdő mélyén, Fafner barlangja előtt
Késő éjszaka van. Fafner barlangja előtt egy mozdulatlan alak leskelődik. Alberich az. Várja a fejleményeket, még nem mondott le arról, hogy kincsét, az aranyból készített gyűrűt visszaszerezze. Az erdő mélyéről a vándor lép elő. Alberich azonnal felismeri egykori megnyomorító]át, régi ellenségét, Wotant. A Nibelung gyanút fog. Hátha a főisten is azért van itt, amiért ő maga. Nem nyugtatják meg Wotan szavai, hogy már lemondott a gyűrűről, s csak mint szemlélődő van jelen. Pedig még tanácsot is ad: próbáljon kiegyezni az óriással, adja át önként kincsét. Ha nem teszi, rövidesen a halál fia lesz. Fel is ébreszti a békésen szundikáló Fafnert, de ő szóra sem méltatja a hívatlan vendégeket. Lassan hajnalodik, amikor Alberich és Wotan is elhagyják a színteret. Hamarosan Siegfried érkezik Mimével. A törpe nem győzi rémisztgetni védencét, mert arra számít, hogy az ijedtség hatására jobban meghúzza majd az összecsapás után frissítőként kínált italt. Amint visszavonul, Siegfried az erdőhöz fordul, a fáknak, virágoknak önti ki szívét, mondja el bánatát: szülők, család nélkül nőtt fel. Tizennyolc éves immár, de még sohasem került kapcsolatba nővel. S mintha a természet megértené szavát, a közelben egy erdei madár kezd énekelni. Siegfriednek olybá tűnik, a madár neki válaszol. Ekkor előveszi sípját, hogy azzal utánozza a madár hangját, majd kürtjébe fúj. A kürt hangja felébreszti Fafnert. Ijesztő külsejű, kitátott szájú sárkány bújik elő barlangjából, de Siegfriedet nem rémiszti el. Inkább szánnivalóan nevetségesnek, mint félelmet keltőnek látja. Összecsapnak és a Nothung egyetlen sújtása kioltja Fafner életét. A haldokló óriás még beszél egy gyűrűről, a hozzá tapadó átokról, de szavaiból Siegfried – aki előtt Mime gondosan elhallgatta a történetnek ezt a részét – semmit sem ért. A sárkány vérének egy cseppje az ifjú kezére és szájára került és lenyelve azt hirtelen érteni kezdi az erdei madár énekét. Figyelmezteti, most övé a Nibelungok egykori kincse, de csak a ködsisakot és a varázserejű gyűrűt vegye magához. Míg ő a barlangba megy, Alberich és Mime jelennek meg, mindkettő magának akarja megszerezni a zsákmányt. Azt remélik, az ifjúnak csak a sok csillogó-villogó csecsebecse kell majd, s az igazi érték az övék – egyiküké – lehet. Annál nagyobb a csalódásuk, amikor Siegfried épp e két legfontosabb darabbal kezében lép elő. Mime mézes-mázos szavakkal közeledik hozzá, de a madár újra figyelmezteti: ne bízzon a törpében, értse szavait úgy, amint azt valóban gondolja. S mintha csoda történne: Mime szavai most valós gondolatait tolmácsolják. Neveltje iránti gyűlöletéről, elpusztítása iránti vágyáról, a gyűrű megszerzése iránti mérhetetlen sóvárgásáról beszél. Siegfried eleget hallott. A Nothung újra suhint és Mime is holtan terül el. Az ifjú ekkor újra a természethez fordul. Még magányosabb, mint eddig volt, pedig szívében égő vágy támadt, hogy társra leljen. A válasz nem késlekedik: nem is olyan messze, egy csodálatos nő, a legszebb leány várja, csupán az álmát őrző lángokon kell keresztül törnie ha bátor, és nem ismeri a félelmet. S a madár el is indul, hogy mutassa a Brünnhildéhez vezető utat.

### Harmadik felvonás
Első kép
Helyszín: Zord vidék egy sziklás hegység lábánál
Ismét leszáll az este. Egy vándor bukkan fel a sötétbe burkolódzó tájon. Erdát, a föld istennőjét, a sors titkainak tudóját szólítja: szeretné ismerni a jövőt. A Földanya azonban már nem igazodik ki az emberek harcában, jóslásra így nem vállalkozik. Komoran száll vissza a föld mélyébe. Távoztában még hallja az istenek urának szavait: már nem foglalkoztatja a vég, leszámolt a gyűrű megszerzésével, megbékélten hagyja a világot új tulajdonosára, a félelmet nem ismerő, sikereit a maga erejéből elérő hősre. Őt várja most is. Siegfried csakugyan megérkezik. Idáig vezette az erdei madár. A vándor megállítja, hogy bizonyosságot szerezzen: valóban ő az, akire várt. Az ifjú hetykén válaszol az útját álló idegen kérdéseire, ami dacot ébreszt a főistenben, s noha tudja, hogy végzete elháríthatatlan, sértett büszkeségében megkísérli az összecsapást. Felemeli dárdáját, hogy kettétörje ellenfele kardját és így megállítsa a leányához, Brünnhildéhez vezető útján. Siegfried azonban a Nothunggal könnyűszerrel kettétöri az isteni hatalom jelvényét. Ez a mozzanat az istenek bukását jelenti: a dárda, amely egykor kettétörte a kiválasztott hős, Siegmund kardját, most ugyanazon a pengén erőtlennek bizonyult.
Második kép
Helyszín: A walkür-szikla

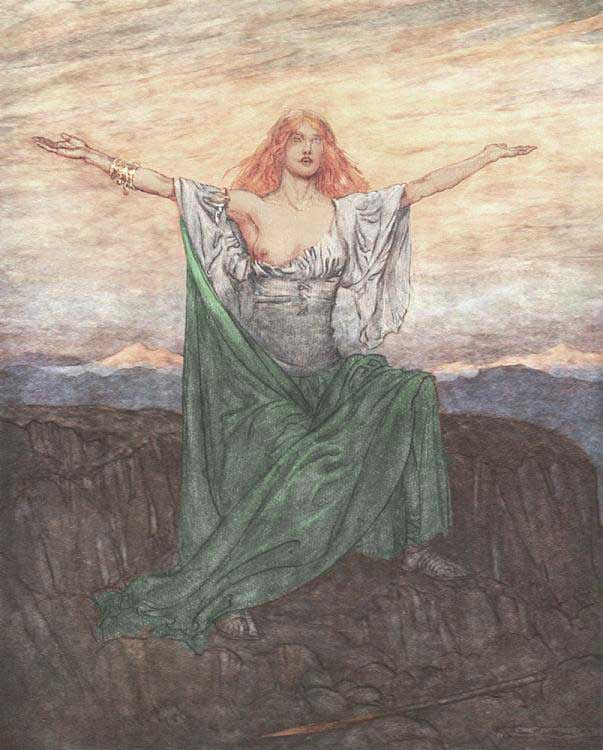
Brünnhilde ébredése

Siegfried, kürtjét diadalmasan fújva tör át a szikrázó lángtengeren, amelyet egykor Wotan támasztott Loge, a tűzisten segítségével Brünnhilde nyughelye körül. Amint áthatolva rajta, a fennsíkra lép, egy páncélban szunnyadó alakra lesz figyelmes. Ahogy közelebb lép hozzá, előbb sisakja alól kibomló hosszú hajára, majd, vértjét levéve, nőies domborulataira esik pillantása. Mámoros, eddig sosem tapasztalt érzés járja át, fölé hajol, és forró csókkal tapad szájára. Brünnhilde lassan ébred. Boldogan pillantja meg az immár magasra kúszott napot, a fényt, a köröskörül rügyező életet. Búcsúzik isteni világhoz kötődő, szűzi múltjától, de az első percek félelme után maga is mámorosan fonódik az őt új életre keltő ifjú karjaiba.

## Drámai elemzése
Siegfried alakjában Wagner, a művész, a tökéletesen boldog ember utáni vágyát testesítette meg, az emberét, aki szabadon sodortatja magát az életöröm áradatával és akit az élet minden gazdagságával megajándékoz: „Őbenne láttam az embert, érzékileg eleven megnyilatkozásának legtermészetesebb, legderűsebb gazdagságában: őt már semmiféle történelmi köntös nem gátolta, egyetlen kívülálló kapcsolat sem akadályozta mozgását... Elza segített megtalálni ezt az embert: számomra Siegfried az örökké, egyedülvalóan, önkéntelenül is termékenyítő férfias szellem, az igazi tettek megvalósítója, a legteljesebb közvetlen erő és a kétségektől mentes szeretetreméltóság szelleme. Ennek az embernek a mozgásában már nem a szerelem akarásának gondolata hatott, hanem maga a szerelem élt benne testi mivoltában, és elragadó cselekvésre serkentette e derűs ember minden erét, minden izmát...”
A világkatasztrófa kibontakozása a Siegfried első két felvonásában megáll, helyét egy idillikus környezet veszi át. Színrelép a látszólag jelentéktelen mellékszereplő, Mime, aki azonban Siegfried groteszk ellenpontozása. Mime által azonban jobban kihangsúlyozódik Siegfried hősi személyisége. Wagner úgy mutatja be hősének fejlődését, hogy szembeállítja annak ellentétével.
A ravasz Mime megértette, hogy milyen nagy lehetőség rejlik abban, ha Siegfriedet saját fiaként neveli fel. Azt tervezi, hogy rávezeti a hőst Fafner meggyilkolására és amikor már kezében a kincs, meggyilkolja. Siegfried azonban távol tartja magától a törpe hízelkedő, szeretetet mímelő törleszkedését, amikor az el akarja vele hitetni, hogy „ő atyja és egyben anyja”, hiszen már tudja, hogy „nem kelhet hal a varangyból”, tehát ő sem származhat a gyűlöletes törpétől. Siegfried sarokba szorítja Mimét, aki kénytelen elárulni származásának titkát és bizonyítékul megmutatja neki a Sieglindétől kapott karddarabokat. Siegfried rögtön megérti, hogy mit kell tennie: össze kell kovácsolnia a Nothungot. A mű akkor válik lélektanilag mély jelentőségűvé, amikor Wotan maga lép be a kard tört részei mellett tanácstalanul ténfergő kovács barlangjába és felszólítja, hogy mérjék össze tudásukat. A rettegő Mime megpróbálja elűzni a látogatót, nem fér fejébe az „isteni”, mert csak kézzelfogható dolgokra tud és akar gondolni, nemlétezőnek szeretné tekinteni a természetfölötti és démoni világot, mert fél tőle. De eléggé hiú ahhoz, hogy végül Wotan tudása ellenében kijátssza a magáét. Olyasmit kérdez Wotantól, amit maga is jól tud: milyen nemzetségek élnek „a föld mélyében”, a „föld hátán” és (itt pajkoskodó gúnnyal szól) „a felhős magasban”? Amikor azután Wotan megfordítja a kérdező játék sorát, Mime a harmadik kérdésnél kénytelen feladni a harcot: Ki fogja erős darabjaiból eggyéforrasztani a Nothung kardot?. Mime ezzel el is játszotta életét, mert Wotan metsző gúnnyal kimondott jóslata szerint a törpe annak lesz áldozata, „aki sohasem ismerte a félelmet” és az egyetlen, aki majd egybe tudja kovácsolni az eltört kardot.
Siegfried összekovácsolja a kardot. Ugyanazon a tűzhelyen ellenpólusa, Mime mérget kotyvaszt, amellyel a sárkány megölése után el akarja pusztítani a hőst.
A sárkány barlangja előtt Wotan és Alberich találkozik. Mindketten tudják, hogy közeleg a pillanat, amikor a gyűrű és a Nibelungok aranykincse ismét napvilágra kerül. Wotan nyugodt, abban reménykedik, hogy neveltje, Siegfried majd diadalmaskodik. Jól tudja, hogy minden a maga módján történik és nyugodt biztonsággal, gúnyolódó kedvvel még a sárkányt is felébreszti, hogy Alberich egyezkedjék vele. Itt hangzanak el a szörnyeteg szájából a klasszikussá vált szavak: Heverek és birtokolok, hagyjál aludnom!
Wotan reményei beteljesülnek: megérkezik Siegfried, megöli a sárkányt és megszerzi a kincset. Alberich és Mime üres kézzel kénytelen távozni.
Siegfried az erdei madárka tanácsára hallgatva magával viszi ugyan a varázserejű gyűrűt és a sisakot, de még nem ismeri jelentőségüket, nem tudja, hogyan láthatná hasznukat. Ahogy a sárkányt is szándéktalanul, csak azért ejtette el, mert az harcra ingerelte, úgy a hatalom és a hazugság e jelentős szimbólumai is a gyanútlan és ártatlan fiatal hős kezében nem egyebek a vitézi tett emlékeinél. Tudatlanságában és büntetlenségén megtörik a hozzájuk tapadó átok ereje, mert a fiatal hős nem hatalomra, hanem szeretetre vágyik, szeretetre és szerelemre, amelynek ígérete egyre érthetőbben szólítja az édesanyjára való emlékezés és a természet hangjával: sejtő vágyakozásának sugallatára ajkához emeli kezét, amelyre a sárkány égető vére hullott: egyszeriben megérti az erdei madár beszédét. Az arra inti, hogy tartsa meg a gyűrűt és a sisakot, óvakodjék a hűtelen Mimétől, lásson át a törpe álnok hazudozásán. A madárka végül Siegfried álmainak beteljesülését ígéri, amikor megmutatja neki a sziklaormon szunnyadó Brünnhildéhez vezető utat.
Siegfried pedig elindul megkeresni Brünnhildét. A sziklaorom aljában Wotan állja útját, mert ismét felsejlenek benne Erda vészjósló szavai, aki így szól: Alvásom álom, álmom tűnődés, tűnődésem cselekvő tudás. Most, hogy hősök kezébe kerültek a világ dolgai és akaratuk szerint uralkodnak a világ fölött, megrendült a szent-régi Rend, amelyről Erda álmodott: Zavaros minden körülöttem, mióta felébredtem: vadul és kuszán kavarog a világ!
Wotan először a vándor alakjában érdeklődik az ifjú hős szándékairól, majd amikor megtapasztalja Siegfried elszántságát a szikla haragos őrzőjévé válik, hiszen odafenn eszményi akarásának megtestesítője szunnyad. Összecsapnak, de ezúttal a Nothung diadalmaskodik és kettétöri a Wotan hatalmát jelentő dárdát. A megtört Wotan szabaddá teszi az utat: Menj hát! Én nem tarthatlak vissza! Hatalma véget ért. Wotan minden félelme ekkor teljesedik be. Az alvó szűz láttán Siegfried félénk meghatottsággal éli át a férfivá érés minden mozzanatát és csókja felébreszti Brünnhildét. A szerelmes szenvedéllyel hozzá közeledő Siegfried elfeledteti Brünnhildével a Valhalla gondterhes emlékét és az isteni küldetés tudatát. Mostantól fogva azt a férfiút szereti, aki felébresztette álmából. Lehull róla lelkiismeretének tudata és ujjongva válik emberi lénnyé: Sugárzó szerelem, nevető halál! 

## Zenéje

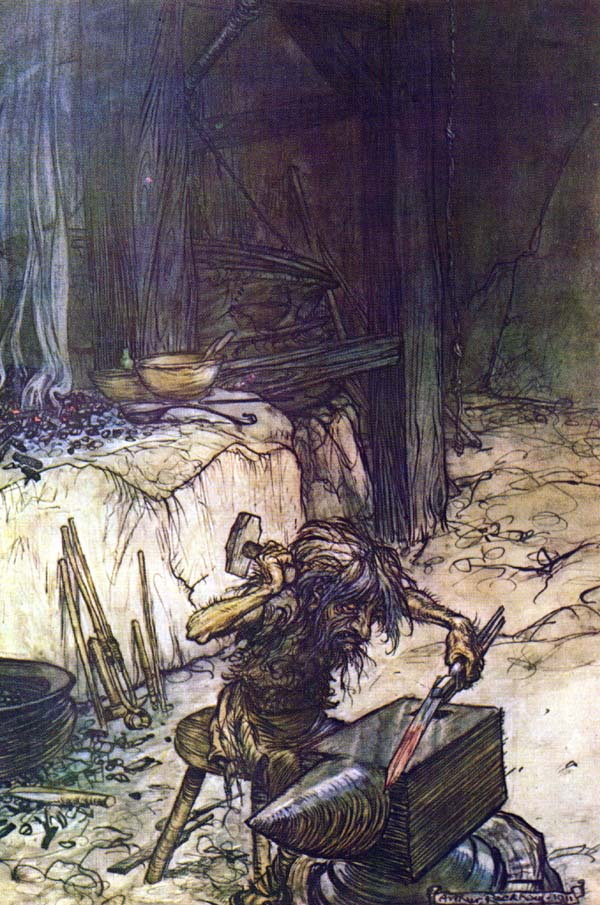
Mime a kardot kovácsolja (Arthur Rackham fantáziarajza, 1923)

Az első felvonás zenéje Siegfried és Mime ellentétének kihangsúlyozásán alapul. Az első felvonás előjátékát üstdobpergés fölött négy ízben elhangzó, töprengést kifejező tercmotívum vezeti be, amely rokonságban áll a gyűrűmotívummal. Megismerteti a hallgatót Mime gondolataival, amelyeknek motívumai a nibelungi törpe munkáját leginkább jellemző kovácsmotívummal együtt (Zwangvolle Plage! Müh' ohne Zweck!: Kényszerű vesződség, céltalan fáradozás!) zenelélektani hangképet alkotnak. Siegfried kürtmotívumának viharos kidolgozása jellemzi a berohanó fiatal hőst. Ez a motívum a továbbiakban, a kard kovácsolásának jelenetében bővített hármashangzatok láncolatán halad át, és Siegfried munkájának hatalmas ritmusát érzékelteti, amely ellentétes a Nibelungok kovácsmotívumának ritmusával. Mime motívumai nem Siegfried motívumainak ellentétei, hanem inkább azoknak torz paródiája, ilyen például Mime nevelő éneke az Als zullendes Kind zog ich dich auf (Szopós gyermekként neveltelek), amely a felvonás második jelenetében másféle ritmusban és moll-hangnemből dúrba áttéve - Siegfried szabadságvágyának motívuma (a „szopós gyermek" itt már fiatal hőssé változott).
A zene egyik főmotívuma ebben a felvonásban Loge tűzmotívuma, amely Mime félelmét hangsúlyozza ki. Loge nyugtalanságot és félelmet keltő motívumához társul a háttérben felcsendülő sárkány-motívum is, amely előrevetíti a következő felvonás cselekményét is. Ez a megállás nélküli kavargó és áradó borzalmat sugalló motívum azon pillanatok egyike, amikor Wagner zenéje átlépi az impresszionizmus küszöbét.
A tudásban való vetélkedés jelenete mind dramaturgiai, mind zenei szempontból a világtörténés nagy rekapitulációja (lásd A Rajna kincse). Új azonban a vándor témája. A Siegfried e jelenetében, eltérően a ciklus előző darabjaitól, már nem a Walhalla-téma kíséri Wotant, hanem egy ünnepélyesen menetelő akkordsor, amely a hangnemeken át vándorolva jellemzi a világ kósza vándorát.
A második felvonás előjátéka erőteljes hangképben idézi fel a sárkány barlangját övező éjszakai erdő légkörét. Fafner sárkány-motívuma egyrészt az óriások témájának motívumából, másrészt a sárkány-motívumból tevődik össze. Felhangzik továbbá a gyűrű, az átok és a gyűlölet motívuma, s eszmei tartalma révén valósággal egy kígyóbarlang látomását, kelti.
Siegfried és Mime belépésekor folytatódik Siegfried szerelmi ébredésének zenelélektani ábrázolása: amikor elkergeti a törpét, a Mime- és a kábító ital-motívum hirtelen az erdőzsongás nyugalmas mozgásába megy át. Ez azután - mihelyt Siegfried leheveredik a hársfa alá - a szerelem és a tűzvarázs hangnemében ölti fel végleges, csillogó alakját és ekkor emlékezéstől terhesen és szerelemittasan csendül fel a zenekarban a Wälsungok boldogtalanságának motívuma, amelyhez most Siegfried szerelmi vágya végül pedig Freia-motívuma. Az erdő zsongása közepette felcsendül a madárka motívuma is, amely később szól majd Siegfriedhez.
Különös hangsúllyal bír az a pillanat, amelyben Siegfried zsákmányával, a gyűrűvel és a sisakkal kilép a sárkány barlangjából, és a zenekar a sellőknek A Rajna kincse első jelenetében hallott ujjongásával ünnepli a kincs megszabadítását.
A meseszerű idill a második felvonással véget is ért. A harmadik felvonás előjátékának kezdetéből már a világvége hangulata árad: a természet- és a szerződés-motívum fel és alá hullámzó hangjai a Vándor, azaz Wotan akkordjaival kapcsolódnak össze. Wotan mint „ébredésre szólító" („Weckrufer") lép a sziklakapu elé. Az a motívum, amellyel itt Erdát megidézi egyben a jelenet legfőbb zenei gondolata.
A Siegfried és a Vándor között lezajló jelenet kérdés- és felelet-játékának kimondott repríz-jellege van. A drámai fokozás Wotan kedvetlenségének itt nagy méretekben kibontakozó motívuma belépésekor indul. Amikor Siegfried Wotanban atyjának ellenségét véli felismerni, a kedvetlenség motívumának helyére a Wälsungok balszerencséjének motívuma lép. Amikor harcra kerül sor felhangzik A Rajna kincsében már felcsendült dárda-motívum, Wotan hatalmának motívuma.
Amikor Siegfried Brünnhilde sziklájára lép, a hegedűk óriási íve bontakozik ki emelkedő Freia-motívumokból, és a lobogó tűzláng alászálló motívumaival együtt a „selige Öde" (boldog pusztaság) hangzó jelképét alkotják. Ott pedig, ahol ez a nagy ívelésű zenei folyamat eléri tetőpontját a négy-vonásos oktávban, a mély harsonák a „sorskérdést" intonálják. Siegfried ugyanazzal az eddig nem is említett motívummal kerül a szerelem varázsának igézetébe, amellyel A Rajna kincse második jelenetében Fricka próbálta magához láncolni Wotant. Brünnhilde ébresztésének jelenetében végre a lelki fejlődésnek mindazok a tényezői egyesülnek, amelyek az első és a második felvonás zenéjében már vágyakozó sejtelemként hangzottak fel. Siegfried csókkal ébreszti fel Brünnhildét. Brünnhilde megriad Siegfried szerelmes vágyától, s ezzel még egyszer felidézi – Wotan kétségbeesésének A walkür második felvonásában hallott kitöréseivel együtt – a Walhalla válságát.

## Híres részletek
- Nothung! Nothung! Neidliches Schwert! - Siegfried fémolvasztó dala (első felvonás)
- Hoho! Hoho! Hohei - Kovács-dal (első felvonás)
- Zur Neidhöhl fuhr ich bei Nacht - a vándor és Alberich jelenete (első felvonás)
- Dass mein Vater nicht ist - Erdőzsongás (második felvonás)
- Wache, Wala! Wala, Erwach! - Erda és a vándor jelenete (harmadik felvonás)
- Selige Öde auf wonniger Höh! - Siegfried monológja (harmadik felvonás)
- Heil dir Sonne! Heil dir Licht! - Brünnhilde és Siegfried zárókettőse (harmadik felvonás)